# Tyczyno
Tyczyno (prononciation : [tɨˈt͡ʂɨnɔ]) est une localité polonaise de la gmina de Lubrza dans le powiat de Świebodzin de la voïvodie de Lubusz dans l'ouest de la Pologne.
Elle se situe à environ 8 kilomètres au sud-ouest de Lubrza (siège de la gmina), 10 kilomètres à l'ouest de Świebodzin (siège du powiat), 35 kilomètres au nord de Zielona Góra (siège de la diétine régionale) et 56 kilomètres au sud de Gorzów Wielkopolski (capitale de la voïvodie).

## Histoire
Après la Seconde Guerre mondiale, avec la mise en œuvre de la ligne Oder-Neisse, le territoire de la localité est intégré à la République populaire de Pologne. La population d'origine allemande est expulsée et remplacée par des polonais.
De 1975 à 1998, la localité appartenait administrativement à la voïvodie de Zielona Góra.

Depuis 1999, elle appartient administrativement à la voïvodie de Lubusz